# جون كوينسي ستيوارت
جون كوينسي ستيوارت (بالإنجليزية: John Quincy Stewart)‏ هو عالم فيزياء فلكية وعالم فلك أمريكي، ولد في 10 سبتمبر 1894 في هاريسبرج في الولايات المتحدة، وتوفي في 19 مارس 1972.